# Байдик Галина Василівна
Байдик Галина Василівна (нар. 22 жовтня 1952) — кандидат сільськогосподарських наук, доцент, доцент кафедри зоології, ентомології, фітопатології, інтегрованого захисту і карантину рослин ім. Б. М. Литвинова Державного біотехнологічного університету.

## Біографія
Галина Василівна народилася 22 жовтня 1952 року в с. Стариця Вовчанського району Харківської області.
У 1975 році з відзнакою закінчила Харківський сільськогосподарський інститут ім. В. В. Докучаєва.
З 1979 по 1983 роки навчання в аспірантурі при кафедрі зоології та ентомології Харківського сільськогосподарського інституту ім. В. В. Докучаєва.
З 1980 року член Харківського відділення Українського ентомологічного товариства.
У 1983 році асистент кафедри зоології та ентомології
У 1985 році  захистила кандидатську дисертацію на тему: «Листовые злаковые тли на озимой пшенице и борьба с ними в восточной Лесостепи УССР».
У 1993 році доцент кафедри зоології та ентомології Харківського сільськогосподарського інституту ім.  В. В. Докучаєва.
З 2010 по 2016 роки працювала на посаді завідувача кафедри зоології та ентомології Харківського національного аграрного університету ім. В. В. Докучаєва.
З 2019 по 2021 роки секретар кафедри зоології та ентомології ім. Б. М. Литвинова Харківського національного аграрного університету ім. В. В. Докучаєва.
З 2021 по теперішній час доцент кафедри зоології, ентомології, фітопатології, інтегрованого захисту і карантину рослин ім. Б. М. Литвинова Державного біотехнологічного університету.

## Праці
Галина Василівна автор 122 наукових праць, в тому числі статті, що індексуються в наукометричних базах даних Scopus та Web of Science - 14, 29 статей в наукових фахових виданнях України категорія Б, 1 підручник, 16 навчальних посібників, 3 монографії та розділи в колективних монографіях виданих у країнах ЄС.
Наукові інтереси: дослідження сезонної динаміки популяцій шкідливої та корисної ентомофауни сільськогосподарських культур та лісових насаджень; обґрунтування критеріїв річних прогнозів основних шкідників; удосконалення екологічно орієнтованих систем захисту рослин від шкідників.
Основні праці:
1. Влияние повреждений тлей на биохимический состав растений озимой пшеницы. Сборник науч. тр. Харьков. с.-х. ин-та им. В. В. Докучаева. Харьков, 1982. № 282. С. 87-89.
2. Межвидовая и внутривидовая конкуренция как факторы регуляции численности листовых злаковых тлей. Сборник науч. тр. Харьков. с.-х. ин-та им. В. В. Докучаева. Харьков, 1988. С. 23-28.
3. Хлібні п'явиці та кореневі гнилі на зернових злакових культурах. Вісник Харків. нац. аграр. ун-ту ім. В. В. Докучаєва. Серія: Ентомологія та фітопатологія. Харків, 2001. № 3. С. 20-23.

## Відзнаки та нагороди
- почесні грамоти Харківського національного аграрного університету ім. В. В. Докучаєва (1998, 1999, 2000, 2002, 2007, 2012);
- почесні грамоти Харківського обкому профспілки працівників АПК (2001, 2004, 2007);
- грамота Харківської районної державної адміністрації та Харківської районної ради (2006, 2012);
- «Відмінник аграрної освіти та науки» ІІІ ступеня (2007);
- «Відмінник аграрної освіти та науки» ІІ ступеня (2011);
- грамота голови Харківської районної ради (2012).